# Dregeochloa pumila
Dregeochloa pumila là một loài thực vật có hoa trong họ Hòa thảo. Loài này được (Nees) Conert mô tả khoa học đầu tiên năm 1966.